# Ralf Roth (Sportwissenschaftler)
Ralf Roth (* 1963) ist ein deutscher Hochschullehrer für Natursport und Ökologie.

## Biografie
Seit 1998 ist er Leiter des Instituts für Natursport und Ökologie an der Deutschen Sporthochschule Köln und Vorsitzender des Innovations- und Technologiezentrums für Nachhaltige Sportentwicklung CENA. Seine Lehr- und Forschungsschwerpunkte sind unter anderem nachhaltige Angebots- und Tourismusentwicklungen in Natursporträumen sowie ökologische Wirkungsanalysen und Risikomanagement.